# Independent Spirit Awards 1987
La cerimonia di premiazione della 2ª edizione degli Independent Spirit Awards si è svolta nel 1987 ed è stata presentata da Buck Henry.
David Puttnam e Lee Grant hanno pronunciato i keynote speeches.
È stato introdotto in questa edizione il premio per il miglior film d'esordio (Best First Feature).

## Vincitori e candidati
I vincitori sono indicati in grassetto, a seguire gli altri candidati.

### Miglior film
- Platoon, regia di Oliver Stone
- Daunbailò (Down by Law), regia di Jim Jarmusch
- Nel giorno di San Valentino (On Valentine's Day), regia di Ken Harrison
- Salvador, regia di Oliver Stone
- Stand by Me - Ricordo di un'estate (Stand by Me), regia di Rob Reiner
- Velluto blu (Blue Velvet), regia di David Lynch

### Miglior attore protagonista
- James Woods - Salvador
- Roberto Benigni - Daunbailò (Down by Law)
- Willem Dafoe - Platoon
- Dennis Hopper - Velluto blu (Blue Velvet)
- Victor Love - Paura (Native Son)

### Miglior attrice protagonista
- Isabella Rossellini - Velluto blu (Blue Velvet)
- Elpidia Carrillo - Salvador
- Patricia Charbonneau - Cuori nel deserto (Desert Hearts)
- Laura Dern - Velluto blu (Blue Velvet)
- Tracy Camilla Johns - Lola Darling (She's Gotta Have It)

### Miglior regista
- Oliver Stone - Platoon
- Jim Jarmusch - Daunbailò (Down by Law)
- David Lynch - Velluto blu (Blue Velvet)
- Rob Reiner - Stand by Me - Ricordo di un'estate (Stand by Me)
- Oliver Stone - Salvador

### Miglior fotografia
- Robert Richardson - Platoon
- Frederick Elmes - Velluto blu (Blue Velvet)
- Edward Lachman - True Stories
- Robby Müller - Daunbailò (Down by Law)
- Robert Richardson - Salvador

### Miglior sceneggiatura
- Oliver Stone - Platoon
- Raynold Gideon e Bruce A. Evans - Stand by Me - Ricordo di un'estate (Stand by Me)
- David Lynch - Velluto blu (Blue Velvet)
- Oliver Stone e Rick Boyle - Salvador
- Peter Wang e Shirley Sun - A Great Wall

### Miglior film d'esordio
- Lola Darling (She's Gotta Have It), regia di Spike Lee
- Belizaire the Cajun, regia di Glen Pitre
- Colpo vincente (Hoosiers), regia di David Anspaugh
- A Great Wall, regia di Peter Wang
- True Stories, regia di David Byrne

### Miglior film straniero
- Camera con vista (A Room with a View), regia di James Ivory
- 28 Up, regia di Michael Apted
- Mona Lisa, regia di Neil Jordan
- My Beautiful Laundrette - Lavanderia a gettone (My Beautiful Laundrette), regia di Stephen Frears
- Uomini (Männer...), regia di Doris Dörrie